# Geometria elíptica
A geometria elíptica, também conhecida como geometria de Riemann ou ainda geometria riemanniana, é uma geometria não euclidiana em que, dada uma reta {\displaystyle r} e um ponto {\displaystyle P} fora de {\displaystyle r}, não existe uma reta paralela a {\displaystyle r} passando por {\displaystyle P}. Na geometria elíptica há uma variedade de propriedades que a difere da clássica geometria plana euclidiana. Por exemplo, a soma dos ângulos internos de qualquer triângulo é sempre maior do que 180°.

## Definições
Na geometria elíptica, duas retas perpendiculares a uma determinada reta devem se cruzar. Na verdade, todas as retas perpendiculares de um lado a uma determinada reta se intersectam em um ponto que podemos chamar de pólo absoluto. As perpendiculares, por outro lado, podem também se cruzam num ponto, o qual é diferente do outro pólo absoluto apenas na geometria esférica, na geometria elíptica os pólos de ambos os lados são os mesmos. Não há pontos antípodas na geometria elíptica. Cada ponto corresponde a uma reta polar absoluta da qual é o pólo absoluto. Qualquer ponto sobre essa reta polar forma um par conjugado absoluto com o pólo. Tal um par de pontos é ortogonal, e a distância entre eles é um quadrante. A distância entre um par de pontos é proporcional ao ângulo entre os seus pólos absolutos.

## Duas dimensões

### O modelo esférico

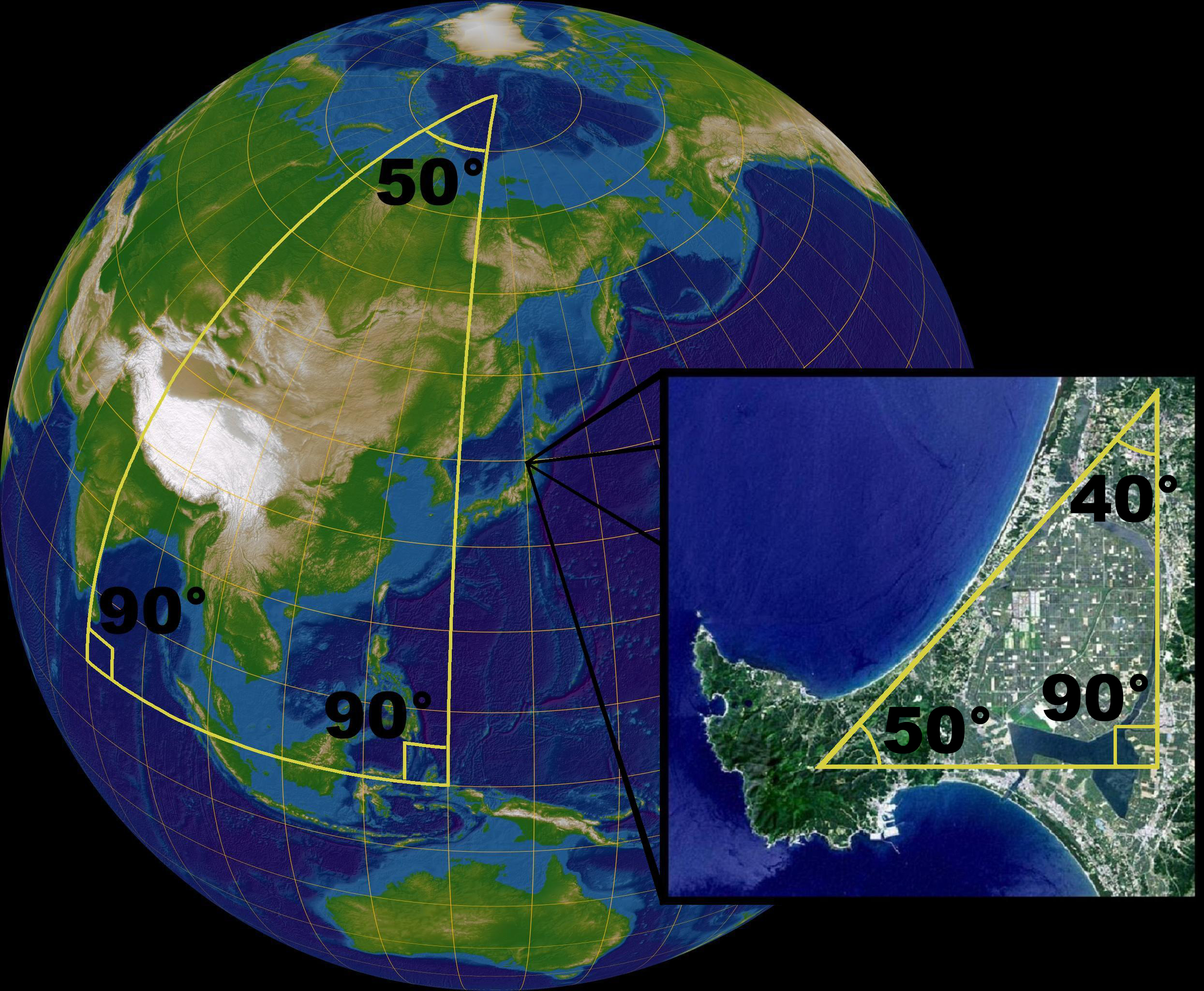
Numa esfera, a soma dos ângulos internos de um triângulo não é igual a 180°. Uma esfera não é um espaço euclidiano, mas localmente as leis da geometria euclidiana são boas aproximações. Num pequeno triângulo sobre a face da Terra, a soma dos ângulos internos é muito próximo de 180°. A superfície de uma esfera pode ser representada por uma coleção de mapas de duas dimensões, portanto uma esfera é uma variedade.

Uma maneira simples de retratar geometria elíptica é olhar para o globo terrestre. Retas vizinhas de longitude (meridianos) parecem ser paralelos na linha do Equador, mas eles se cruzam nos Pólos Norte e Sul.

### Comparação com a geometria euclidiana
Na geometria euclidiana, uma figura pode ser aumentada ou reduzida indeterminadamente e as figuras ampliadas ou reduzidas resultantes são semelhantes, ou seja, eles têm os mesmos ângulos e as mesmas proporções internas. Na geometria elíptica não é este o caso. Por exemplo, no modelo esférico, podemos ver que a distância entre quaisquer dois pontos devem ser estritamente inferior a metade da circunferência da esfera (porque pontos antípodas são identificados). Um segmento de reta, portanto, não pode ser aumentado indefinidamente.
Na geometria esférica, por exemplo, são válidos dois dos postulados de Euclides: o segundo postulado (Um segmento de reta pode ser prolongado indefinidamente para construir uma reta); e o quarto postulado (Todos os ângulos retos são congruentes (semelhantes)). No entanto, ela viola outros três: ao contrário do primeiro postulado, não há uma única rota mais curta entre dois pontos (pontos antípodas, como os pólos norte e sul em um globo esférico são contra-exemplos); contrariamente ao terceiro postulado, uma esfera não contém círculos de arbitrariamente grande raio; e contrário ao quinto postulado, conhecido como o postulado das paralelas, não há nenhum ponto através do qual uma reta pode ser traçada, que nunca intercepta uma outra determinada reta, isto é, dada uma reta {\displaystyle r} e um ponto {\displaystyle P} fora de {\displaystyle r}, não existe nenhuma reta paralela a {\displaystyle r} passando por {\displaystyle P}.

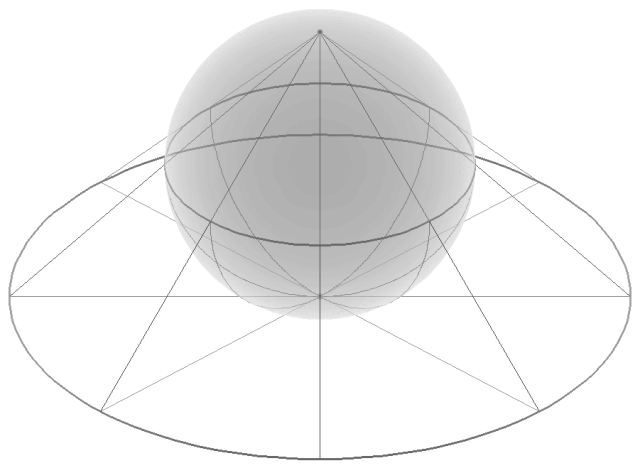
Ilustração 3D de uma projeção estereográfica do polo norte em um plano abaixo da esfera

Uma outra maneira pela qual a geometria elíptica difere da geometria euclidiana é que a soma dos ângulos internos de um triângulo é maior do que 180°. No modelo esférico, por exemplo, um triângulo pode ser construído com vértices nos em coordenadas cartesianas distintas e mesmo assim todos os seus três ângulos internos serem de 90°. Para triângulos suficientemente pequenos em relação a esfera, o excedente de 180° pode ser quase nulo. O teorema de Pitágoras falha na geometria elíptica. No triângulo descrito (com três ângulos retos), todos os três lados têm o mesmo comprimento, e, consequentemente, não satisfazem {\displaystyle a^{2}=b^{2}+c^{2}}.

## Espaço elíptico
A geometria elíptica também pode ser observada em terceira dimensão ou superior, através da esfera tridimensional no modelo hiperesférico, na geometria elíptica projetiva e no modelo estereográfico.